# 1984 في النمسا
فيما يلي قوائم الأحداث التي وقعت خلال عام 1984 في النمسا.

## أحداث
- 1 يناير – الألعاب البارالمبية الشتوية 1984

## مواليد

### مارس
- 20 مارس – روبرت ألمر لاعب كرة قدم نمساوي.
- 29 مارس – رومان كيناست لاعب كرة قدم نمساوي.

### مايو
- 2 مايو – كاترين إنجل لاعبة كرة يد نمساوية.

### يونيو
- 28 يونيو – رمضان أوزكان لاعب كرة قدم تركي.

### سبتمبر
- 8 سبتمبر – يورغن ساوميل لاعب كرة قدم نمساوي.
- 24 سبتمبر – أندرياس أيجنر سائق رالي نمساوي.

### أكتوبر
- 12 أكتوبر – ماركوس كولار لاعب كرة يد نمساوي.

### نوفمبر
- 11 نوفمبر – دانييلا كيكس لاعبة كرة مضرب نمساوية.

## وفيات

### يناير
- 1 يناير – باولا غروقر (مواليد 1892)

### يوليو
- 17 يوليو – جورج مايكل لو (مواليد 1926) مهندس من الولايات المتحدة الأمريكية.